# Étoile Sportive Saint-Michel Le Portel Côte d'Opale
El ESSM Le Portel Côte d'Opale es un equipo de baloncesto francés con sede en la ciudad de Le Portel, que compite en la Pro A, la primera competición de su país. Disputa sus partidos en la Salle Giraux-Sannier, con capacidad para 2.000 espectadores.

## Historia
En 1931, el Étoile Sportive Saint-Michel fue creado con en el baloncesto como deporte principal. De hecho, este nacimiento no hacía más que prolongar las actividades de la sociedad de Saint Michel, que fue fundada el 24.11.1920. Ernest Fourquez es el primer presidente.
1931-1938: ESSM, primera sección realmente organizada para la práctica del baloncesto es pionero en la Boloña y diputó muchas competiciones y partidos. A partir de 1939, la actividad disminuye debido a sucesivas movilizaciones durante la guerra.
Durante la guerra, las actividades continúan con los jóvenes.
Después de la guerra, 1945-1954, 3 equipos de jóvenes en los diferentes campeonatos FSF y FFBB Boulonnais, departamento y región. En 1954, en la guerra de Argelia la mayoría de los jugadores son movilizados.
1955-1964: Campeonato departamental - hazaña en 1962, 1/16 de final de la Copa de Francia, los juniors eliminan a los prestigiosos Denain Voltaire (con Lempereur, junior internacional). Este mismo año el equipo terminó primero en el campeonato departamental. Tradicional torneo el 14 de julio en el lugar de la Iglesia.
1965: Ascenso al campeonato regional, el club se refuerza con jugadores de fuera, una novedad.
1966: Campeón de Flandres.
1967: Invicto en el campeonato regional, sube al campeonato federal - Siempre entre los equipos de cabeza.
1975: nueva fórmula con los nacionales 4, 3, 2, 1.
Temporada 77-78: 1 en la Nacional IV, asciende a la N3.
Temporada 78-79 : 1 N3, ascensión a la Nacional 2, una hazaña, justo la división por debajo de la élite: Le Mans, Bagnolet, Charleville, casi todos los jugadores de la ciudad, de la aglomeración boloñesa y un americano, Hampton. Desafortunadamente desciende la temporada siguiente.
Después de un período oscuro marcado por varios descensos consecutivos, ESSM nuevamente sube al campeonato regional y subió nuevamente a todos los niveles desde 4 Nacional, 3 Nacional que fue en la 1998-1999. Luego accede el Campeonato Nacional Masculino 2 (NM2) que quedó 1 del grupo C en la 2002-2003, luego subió al año siguiente en 1 Nacional Masculina (NM1).
ESSM Le Portel terminó 2 en la Liga en la temporada 2006-2007 detrás de Saint-Vallier, lo que le valió el derecho a participar en la Liga profesional Pro B en la temporada 2007-2008.
Así, por tanto, es la octava temporada que abordará el ESSM la liga Pro B, muchas lecciones fueron dibujadas por los líderes desde el descubrimiento del mundo profesional donde las restricciones son importantes tanto en ese término como en la organización deportiva.

## Trayectoria
| Temporada | Nivel | Liga  | Pos. | G–P   | Copa de Francia  | Competiciones europeas | Competiciones europeas | Competiciones europeas |
| --------- | ----- | ----- | ---- | ----- | ---------------- | ---------------------- | ---------------------- | ---------------------- |
| 2013–14   | 2     | Pro B | 5º   |       | Ronda de 32      |                        |                        |                        |
| 2014–15   | 2     | Pro B | 9º   |       | Finalista        |                        |                        |                        |
| 2015–16   | 2     | Pro B | 2º   |       | Ronda de 32      |                        |                        |                        |
| 2016–17   | 1     | Pro A | 8º   | 19–17 | Cuartos de final |                        |                        |                        |
| 2017–18   | 1     | Pro A | 11º  | 16–18 | Ronda de 16      | 4 FIBA Europe Cup      | CF                     | 14–1–3                 |
| 2018–19   | 1     | Pro A | 16º  | 10–24 | Ronda de 32      |                        |                        |                        |
| 2019–20*  | 1     | Pro A | 18º  | 4–20  | Ronda de 64      |                        |                        |                        |
| 2020–21   | 1     | Pro A | 13º  | 13–21 | Ronda de 32      |                        |                        |                        |
| 2021–22   | 1     | Pro A | 14º  | 13–21 | Ronda de 64      |                        |                        |                        |
| 2022–23   | 1     | Pro A | 12º  | 15–19 | Octavos de final |                        |                        |                        |

*La temporada fue cancelada debido a la pandemia del coronavirus.

## Palmarés
- Segundo de la liga regular de NM1: - 2007
- Segundo de la liga regular de NM2: - 2003
- Campeón de NM3: - 1999